# 1901年の相撲
1901年の相撲（1901ねんのすもう）は、1901年の相撲関係のできごとについて述べる。
1900年-1901年-1902年

## 本場所など
- 1月場所（東京相撲）[1]
  - 興行場所:本所回向院
  - 1月10日より晴天10日間興行
- 5月場所（大阪相撲）[2]
  - 興行場所:南地五階南手空地
  - 晴天10日間興行
- 5月場所（東京相撲）[3]
  - 興行場所:本所回向院
  - 5月15日より晴天10日間興行

## 誕生
- 3月25日 - 太郎山勇吉（最高位：前頭5枚目、所属：浦風部屋→高砂部屋→伊勢ヶ濱部屋、+ 1964年【昭和39年】）[4]
- 3月29日 - 玉碇佐太郎（最高位：前頭筆頭、所属：出羽海部屋、+ 1975年【昭和50年】）[5]
- 4月6日 - 荒浪源四郎（最高位：十両5枚目、所属：立浪部屋、+ 1932年【昭和7年】）
- 4月10日 - 藤ノ里栄藏（最高位：前頭5枚目、所属：湊川部屋→高嶋部屋→出羽海部屋、+ 1949年【昭和24年】）[6]
- 4月12日 - 柏山大五郎（最高位：関脇、所属：山科部屋、+ 1979年【昭和54年】）[7]
- 8月15日 - 24代木村庄之助（元・立行司、所属：阿武松部屋→出羽海部屋、+ 1973年【昭和48年】）[8]
- 8月25日 - 綾ノ浪俊一郎（最高位：前頭7枚目、所属：湊川部屋→追手風部屋→湊川部屋、+ 1984年【昭和59年】）[9]
- 9月27日 - 5代式守勘太夫（元・三役格行司、所属：伊勢ノ海部屋→鏡山部屋→伊勢ヶ濱部屋、+ 1984年【昭和59年】）
- 12月2日 - 駒錦信樹（最高位：前頭13枚目、所属：井筒部屋→出羽海部屋、+ 1964年【昭和39年】）[10]
- 12月12日 - 開心栄（最高位：十両8枚目、所属：宮城野部屋、+ 没年不明）

## 死去
- 7月12日 - 綾浪徳太郎（最高位：関脇、所属：高砂部屋、年寄：追手風、* 1856年【安政3年】）
- 11月25日 - 鞆ノ平武右衛門（最高位：関脇、所属：玉垣部屋→雷部屋、* 1849年【嘉永2年】）